# Rinópolis (kommun)
Rinópolis är en kommun i Brasilien.   Den ligger i delstaten São Paulo, i den södra delen av landet, 700 km söder om huvudstaden Brasília. Antalet invånare är 9 935.
Följande samhällen finns i Rinópolis:
- Rinópolis

Omgivningarna runt Rinópolis är huvudsakligen savann. Runt Rinópolis är det ganska glesbefolkat, med 27 invånare per kvadratkilometer.